# Кадырбеков, Габит Анабаевич
Габит Анабаевич Кадырбеков (15 декабря 1906, Акмолинский уезд, Акмолинская область, Российская империя — 16 декабря 1984) — советский партийный и государственный деятель.

## Биография
С 1938 года — член КПСС.
Окончил Омский рабочий факультет (1929), и Институт инженеров транспорта в Москве (1936). Окончил Курсы при Высшей партийной школе при ЦК КПСС (1952-53).
Рассыльный газеты «Красный вестник» (Акмолинск) (08.1921 — 03.1921); делопроизводитель ЗАГС (Акмолинск) (04-09.1921); регистратор уездного профбюро (Акмолинск) (09.1921 — 10.1922); конторщик-счетовод Сары-Аркинского волпотребсоюза (11.1922 — 08.1924); зав. адресным столом Акмолинской уездной милиции (08.1924 — 08.1925).
Участковый финагент 4-го финучастка (Омск) (12.1925 — 09.1926); старший счетовод Петропавловского отделения Казлеспромхоза (02-08.1930); старший счетовод, бухгалтер, главный бухгалтер Казжелдорстроя (08.1930-1931); зам. нач. 14 дистанции пути, пом. участкового ревизора, участковый ревизор по безопасности движения поездов ТСЖД, ст. Тюлькубас (09.1936 — 1939).
Инструктор отдела кадров ЦК КП Казахстана (1939-40); 3-й заместитель председателя исполнительного комитета Южно-Казахстанского областного совета (01.1940 — 1941).
В 1942—1943 — секретарь ЦК КП(б) Казахстана по транспорту.
Затем, в 1943—1952 работал заведующим Транспортным отделом ЦК КП(б) Казахстана.
В 1953—1955 — заместитель председателя Исполнительного комитета Актюбинского областного Совета.
В 1955—1960 гг. — председатель исполнительного комитета Актюбинского областного совета.
В 1960—1965 руководил отделом транспорта Казахского Совнархоза.
В 1965—1966 — начальник Отдела транспорта Министерства цветной металлургии Казахской ССР.
Вышел на пенсию в 1966 году.
Умер 16 декабря 1984 года.

## Награды
Награждён орденом Ленина, орденом Красной звезды, Отечественной войны 1 степени, орденами Трудового Красного Знамени (01.08.1942) и медалями.